# Szabványos nyomás és hőmérséklet
A kémiában és a fizikai kémiában használjuk a hőmérséklet és a nyomás szabványos értékének fogalmát (angol eredetiben: STP, azaz Standard Temperature and Pressure), amely ahhoz szükséges, hogy lehetővé váljék az eltérő eredetű kísérleti eredmények összehasonlítása. A legnagyobb jelentőségű az International Union of Pure and Applied Chemistry (IUPAC) és a National Institute of Standards and Technology (NIST), habár nem mindegyik nevezhető általánosan elfogadott hivatkozási alapnak. Más intézetek eltérő referenciákat fogalmaztak meg. Aktuálisan az IUPAC szabványa a hőmérsékletre 0 °C (273,15 K, 32 °F), az abszolút nyomásra 100 000 Pa (14,504 psi, 0,986 atm), a NIST viszont 20 °C (293,15 K, 68 °F) hőmérsékletet és 101 325 Pa (14,696 psi, 1 atm) nyomást használ. Az ISO 13443 nemzetközi szabványában földgázra és folyadékokra a 288,15 kelvin és 101 325 Pa referencia feltételt írja elő. Ipari és kereskedelmi áramlásmérés és fogyasztásmérés szükségessé teszi a referencia feltételek félreértésmentes megadását, habár sok könyv, folyóirat; gépek és berendezések reklámozásánál ezt figyelmen kívül hagyják. Javasolható a térfogatra vonatkozó referencia körülmények jelölése, valahogy így: V(273,15 K, 101 325 Pa)m³. A magyar szóhasználatban az ilyen mennyiségeket normálköbméternek nevezik.

## Meghatározások

### A múltban
A 2010 előtti hatvan évben a hivatalos és a tudományos méréseknél, – ha metrikus értékeket használtak, – általában a Celsius, illetve Fahrenheit értékekből, esetleg a technikai atmoszféra értékéből, illetve a torr mértékegységből konvertált számokat használtak 0 °C (273,15 K; 32,00 °F) és 101 325 Pa (1 atm, azaz 760 torr). Éppígy használatosak voltak a brit mértékegységrendszerből származó adatok (Amerikában United States Customary Units néven; Európában Imperial Units néven ismeretes): 60 °F (15,56 °C; 288,71 K) és 14,696 psi (1 atm).

### Az SI bevezetése óta
Ezt a fogalmat újra definiálták az SI-mértékegységrendszer bevezetése után; más mértékegységrendszerek esetén is.
A nemzetközi szervezetek különféle definíciókat használnak jelenleg is. Ezek egy része a lenti táblázatban megtalálható; korántsem mindegyik. Az IUPAC 1982-ben áttért a korábbi 0 °C és 101 325 Pa (1 atm) értékről a 0 °C és 100 000 Pa (1 bar) értékre.
További figyelemre méltó esetet mutat az olajipar. A régebben használt 60 °F és 14,696 psi értéket (főként Észak-Amerikában) 60 °F és 14,73 psi értékre változtatták.
Európában és Dél-Amerikában a földgáztermelő vállalatok a 15 °C (59 °F) and 101 325 Pa (14,696 psi) referenciaértéket használják. Így hát az International Organization for Standardization (ISO)-nak, a United States Environmental Protection Agency (EPA)-nak és a National Institute of Standards and Technology (NIST)-nek többféle definíciót kell értelmeznie.
Az orosz állami szabvány (GOSzT 2939-63) a következő normál állapotot határozza meg: 20 °C (293,15 K), 760 mmHg (101 325 N/m²) és nulla relatív nedvességtartalom. 
Az SATP (Standard Ambient Temperature and Pressure) értékek – többek között az Egyesült Államok Szabványügyi Intézete (National Bureau of Standards) – által kiadott termodinamikai vonatkozású dokumentumokban 100 000 Pa (1 bar) nyomásra, de különféle hőmérsékletekre vonatkoznak, mint normál állapotra; néhol eltérő relatív nedvességtartalom értékekre.
| Hőmérséklet | Abszolút nyomás    | Relatív nedvességtartalom | Intézmény, amelytől a meghatározás származik                                                                            |
| °C          | Pa                 | %                         | Intézmény, amelytől a meghatározás származik                                                                            |
| ----------- | ------------------ | ------------------------- | --- |
| 0           | 100 000            |                           | IUPAC (aktuális definíció)                                                                                              |
| 0           | 101 325            |                           | IUPAC (előző definíció), NIST, ISO 10780                                                                                |
| 15          | 101 325            | 0                         | ICAO's ISA, ISO 13443, EEA, EGIA                                                                                        |
| 20          | 101 325            |                           | EPA, NIST |
| 25          | 101 325            |                           | EPA |
| 25          | 100 000            |                           | SATP |
| 20          | 100 000            | 0                         | Compressed Air and Gas Institute, CAGI                                                                                  |
| 15          | 100 000            |                           | Society of Petroleum Engineers, SPE                                                                                     |
| 20          | 101 300            | 50                        | ISO 5011 |
| °F          | psi                | %                         | |
| 60          | 14,696             |                           | SPE, U.S. OSHA, SCAQMD                                                                                                  |
| 60          | 14,73              |                           | EGIA, OPEC, U.S. Energy Information Administration, EIA                                                                 |
| 59          | 14,503             | 78                        | U.S. fegyveres erők |
| 59          | 14,696             | 60                        | ISO 2314, ISO 3977-2 |
| °F          | inHg               | %                         | |
| 70          | 29,92              | 0                         | Air Movement and Control Association, AMCA, a levegő sűrűsége 0,075 lbm/ft³. Ez a szabvány kizárólag levegőre érvényes. |
| 59 (15 °C)  | 29,92 (101 325 Pa) |                           | FAA, FAA's Pilot Handbook of Aeronautical Knowledge, Chapter 3                                                          |

Megjegyzések:
- National Bureau of Standards: Országos Szabványügyi Hivatal (jogutódja a NIST)
- Society of Petroleum Engineers: Olajipari Mérnökök Társulata
- Occupational Safety and Health Administration: Munkavédelmi és Munkaegészségügyi Minisztérium
- Energy Information Administration: Energiaügyi Minisztérium
- Air Movement and Control Association: Levegő Kezelési és Szállítási Társaság
- Federal Aviation Administration: Szövetségi Légügyi Hatóság
- EGIA: Electricity and Gas Inspection Act (of Canada): Elektromos- és gázenergia felügyeleti törvény
- SATP: Standard Ambient Temperature and Pressure: Szabványos környezeti hőmérsékleti és nyomási értékek
- Az eredeti nyelvű idézetekben tizedesvessző helyett tizedespont szerepel, ha azt a szöveg teljessége megkívánja

## Nemzetközi szabványos atmoszféra
Az aeronautikában és az áramlástanban az "International Standard Atmosphere" (ISA, Nemzetközi Szabványos Atmoszféra) a nyomást, hőmérsékletet, sűrűséget és a hangsebességet a tengerszint feletti magasság függvényében definiálják. Az Egyesült Államokban ezt egészen a 65 000 láb (19812 m) tengerszint feletti nyomásig szabványosították.

## Szabványos laboratóriumi körülmények
Ezen a néven nevezik, habár laborról-laborra változó értékeket tapasztalunk. A hőmérséklet például 0 és 25 °C közötti értékű lehet, kulturális szokások, klimatikus körülmények befolyásolják. Új Dél Wales-ben például 25 °C és 100 000 Pa.
Az American Society of Testing and Materials (Anyagok és Anyagvizsgálatok Intézete) ASTM E41 vizsgálati szabványaiban különleges körülményeket is elő szokott írni.

## Moláris térfogata
A moláris térfogat értékének megállapításához feltétlenül rögzíteni kell a referenciafeltételeket, különben félrevezető lehet a gáz térfogatának, vagy térfogatáramának meghatározása tekintetében. A moláris térfogat az egyesített gáztörvényből meghatározható:
{\displaystyle pV=nRT}, átrendezve:
{\displaystyle V_{m}={\frac {V}{n}}={\frac {RT}{p}}}
ahol
| p | abszolút nyomás, Pa                      |
| n | anyagmennyiség, mol                      |
| V | térfogat, m³                             |
| T | abszolút hőmérséklet, K                  |
| R | moláris gázállandó 8,314 4621 J mol−1K−1 |

Amerikai mértékegységekkel:
| P | abszolút nomás, psi                              |
| n | anyagmennyiség lbmol                             |
| V | = térfogat, ft³/lbmol                            |
| T | = abszolút hőmérséklet, °R                       |
| R | = moláris gázállandó, 10.7316 ft³·psi/(lbmol·°R) |

A fentiek alapján a következő értékek számíthatóak:
- V/n = 8,3145 × 273,15 / 101 325 = 0,022 413 968 m³/mol, 0 °C-on és 101.325 kPa[32]
- V/n = 8,3145 × 273,15 / 100 000 = 0,022 710 953 m³/mol, 0 °C-on és 100 kPa[33]
- V/n = 8,3145 × 298,15 / 101 325 = 0,024 466 m³/mol, 25 °C-on és 101 325 Pa
- V/n = 8,3145 × 298,15 / 100 000 = 0,024 790 m³/mol, 25 °C-on és 100 000 Pa
- V/n = 10,7316 × 519,67 / 14,696 = 379,48 ft³/lbmol, 60 °F-on és 14.696 psi (vagy 0,8366 ft³/gram mol)
- V/n = 10,7316 × 519,67 / 14,730 = 378,61 ft³/lbmol, 60 °F-on és 14,73 psi

A műszaki irodalomban gyakran összetévesztik a specifikus gázállandót és az univerzális gázállandót. A specifikus gázállandót az M moláris tömeggel számítjuk:
{\displaystyle R_{s}={\frac {R}{M}}}
Az Egyesült Államok szabványos légállapotához a 8,314 4621 m³·Pa/(mol·K) értéket használják.
- Az lbmol mértékegység fontban adja meg a mól definícióját (0,012 kg szén-12 tömegét).
- A szilicium moláris térfogata 12,058 833 01m−6m³/mol;[34] a fentivel azonos mértékegységet használva: 0,000 012 058 833 m³/mol